# 宋玉淑
宋玉淑（1960年8月14日—），是韓國資深女演員，主要在電視劇及電影中主要擔任母親的角色。現任東亞放送藝術大學放送演藝學系教授、東亞放送藝術大學電影藝術學系兼任教授。

## 作品列表

### 電視劇／劇集
- 1991年：KBS《我們都是中產階層》
- 1993年：KBS《早上好！青年東路》
- 2002年：SBS《玻璃鞋》飾演 伍山嬸（盛晞的母親）
- 2002年：KBS《冬日戀歌》飾演 俊尚的母親
- 2005年：SBS《只有你》飾演 朴美晶
- 2005年：MBC《第五共和國》飾演 金玉淑議員（盧泰愚夫人）
- 2005年：KBS《故鄉站》
- 2006年：MBC《姊姊》飾演 秀亞母
- 2006年：MBC《朱蒙》飾 非金善神女
- 2006年：SBS《愛上醜八怪》
- 2007年：SBS《魔女由熙》飾演 戊龍母
- 2007年：SBS《起飛》
- 2007年：KBS《壞愛情》飾演 李珍淑（珠蘭的母親）
- 2008年：MBC《天下絕色朴貞今》
- 2008年：SBS《為什麼來我家》
- 2008年：OCN《不要追究過去》飾演 韓孝貞
- 2008年：KBS《傳說的故鄉》飾演 國武
- 2008年：MBC《貝多芬病毒》飾演 鄭熙蓮
- 2008年：SBS《純潔的你》飾演 金喜淑
- 2009年：MBC《善德女王》飾演 象天官誓理
- 2009年：SBS《意外的人生》飾演 白金子
- 2010年：MBC《料理絕配Pasta》飾演 宥京媽媽
- 2010年：MBC《越看越可愛》飾演 宋玉淑
- 2010年：SBS《大物》飾演 閔女士
- 2011年：KBS《刺鳥》飾演 金桂順（英祖母）
- 2011年：SBS《你睡著的時候》飾演 羅芳芬
- 2011年：SBS《樹大根深》飾演 嶋潭宅
- 2011年：KBS《Brain》飾演 金順任（江勛的母親）
- 2011年：MBN《What's up》飾演 在憲的母親
- 2012年：SBS《屋塔房王世子》飾演 孔萬玉（世娜的母親）
- 2012年：KBS《新娘面具》飾演 韓氏（江土的母親）
- 2012年：SBS《因為是你才喜歡》飾演 馬珠熙（至煥的母親）
- 2012年：KBS《我女兒書英》飾演 金江順（禾靜的母親）
- 2012年：MBC《想你》飾演 金明熙（秀妍的母親）
- 2013年：SBS《醜八怪警報》飾演 方靜慈
- 2013年：MBC《火之女神井兒》飾演 孫行首
- 2014年：KBS《Big Man》飾演 洪達淑
- 2014年：SBS《就要相愛》飾演 吳末淑
- 2014年：MBC《命中注定我愛你》飾演 美英的母親
- 2014年：MBC《Drama Festival－我人生的惑》飾演 如玉
- 2014年：SBS《Punch》飾演 政煥母
- 2015年：KBS《青鳥之家》飾演 吳敏慈
- 2015年：MBC《女王之花》飾演 具陽順
- 2015年：MBC《心情好又暖》
- 2015年：KBS《無理的前進》
- 2016年：KBS《五個孩子》飾演 朴鈺順
- 2016年：OCN《38師機動隊》飾演 盧房實
- 2016年：MBC《給予幸福的人》飾演 洪世拉
- 2017年：MBC《Missing9》飾演 趙熙瓊
- 2017年：KBS《爸爸好奇怪》飾演 吳福女
- 2017年：KBS《即使恨也愛你》飾演 金亨子
- 2018年：SBS《命運與憤怒》飾演 韓成淑
- 2019年：MBC《特別勞動監督官趙掌風》飾演 崔瑞拉
- 2019年：tvN《抓住幽靈》飾演 金亨子
- 2020年：KBS《出軌的話就死定了》飾演 廉珍玉
- 2021年：TV朝鮮《Uncle》飾演 申花子
- 2022年：MBC《金湯匙》飾演 金湯匙奶奶
- 2025年：Disney+《揭密最前線》飾演 許金蘭
- 2025年：JTBC《協商的技術》飾演 吳順英的媽媽

### 電影
- 1999年：《我心的風琴》
- 2001年：《我的野蠻女友》飾演 牽牛的母親
- 2003年：《大韓民國憲法第一條》（客串）
- 2003年：《笑女藏刀》（原名：銀粧刀）飾演 明淑的母親
- 2017年：《秋天郵遞局》

## 外部連結
- Drama Wiki: 宋玉淑 （页面存档备份，存于）（英文）